# (6400) Georgealexander
(6400) Georgealexander (1991 GQ1) – planetoida z pasa głównego asteroid okrążająca Słońce w ciągu 5,23 lat w średniej odległości 3,01 j.a. Odkryta 10 kwietnia 1991 roku.